# Heinrich Ludwig von Zehmen

Heinrich Ludwig von Zehmen, Scherenschnitt

Heinrich Ludwig von Zehmen (* 1743 auf Rittergut Weißig; † 12. Januar 1832 auf Rittergut Stauchitz) war Deputierter auf dem Lausitzer Landtag, sowie Rittergutsbesitzer von Weißig, Schmölln/O.L. und Stauchitz.

## Leben und Wirken
Er ging auf die Fürstenschule Meißen und 1764 auf die Universität Leipzig, worauf er 1767 Michaelis Weißig bezog. Heinrich Ludwig von Zehmen wurde Deputierter auf den Lausitzer Landtag und kaufte 1780 das Rittergut Schmölln. 1804 setzte er sich für die Gesundheit der Bevölkerung ein und lobte auf eigene Kosten, unter der Schirmherrschaft des Kurf. Sächs. Sanitäts Collegium zu Dresden, eine Prämie aus, die an den Arzt ausbezahlt werden sollte, der die meisten Personen gegen Kuhpocken impft. Ferner kann er als Stifter der Criminal-Brandassecurations-Kasse angesehen werden. Darüber hinaus setzte er sich für die Sicherheit gegen die Frenzelsche Räuberbande ein. Von Zehmen verhielt sich mildtätig, gründete 1828 eine Schulkasse in Schmölln, ermöglichte Schulbauten auf seinen Rittergütern und die Einführung eines neuen Gesangbuches.
In seinem Stammbuch finden sich mehrere Eintragungen vom Goethe-Kreis bzw. Zeitgenossen von Goethe. 60 Eintragungen aus den Jahren 1764 bis 1772, auch Stauchitz und Umgebung, Leipzig (1764–1768), Dresden, Meißen, Freiberg, Clodra etc., unter anderem von Karl Wilhelm Jerusalem, Christian Fürchtegott Gellert, Adam Friedrich Oeser und Friedrich Leopold zu Stolberg-Stolberg.

## Familie

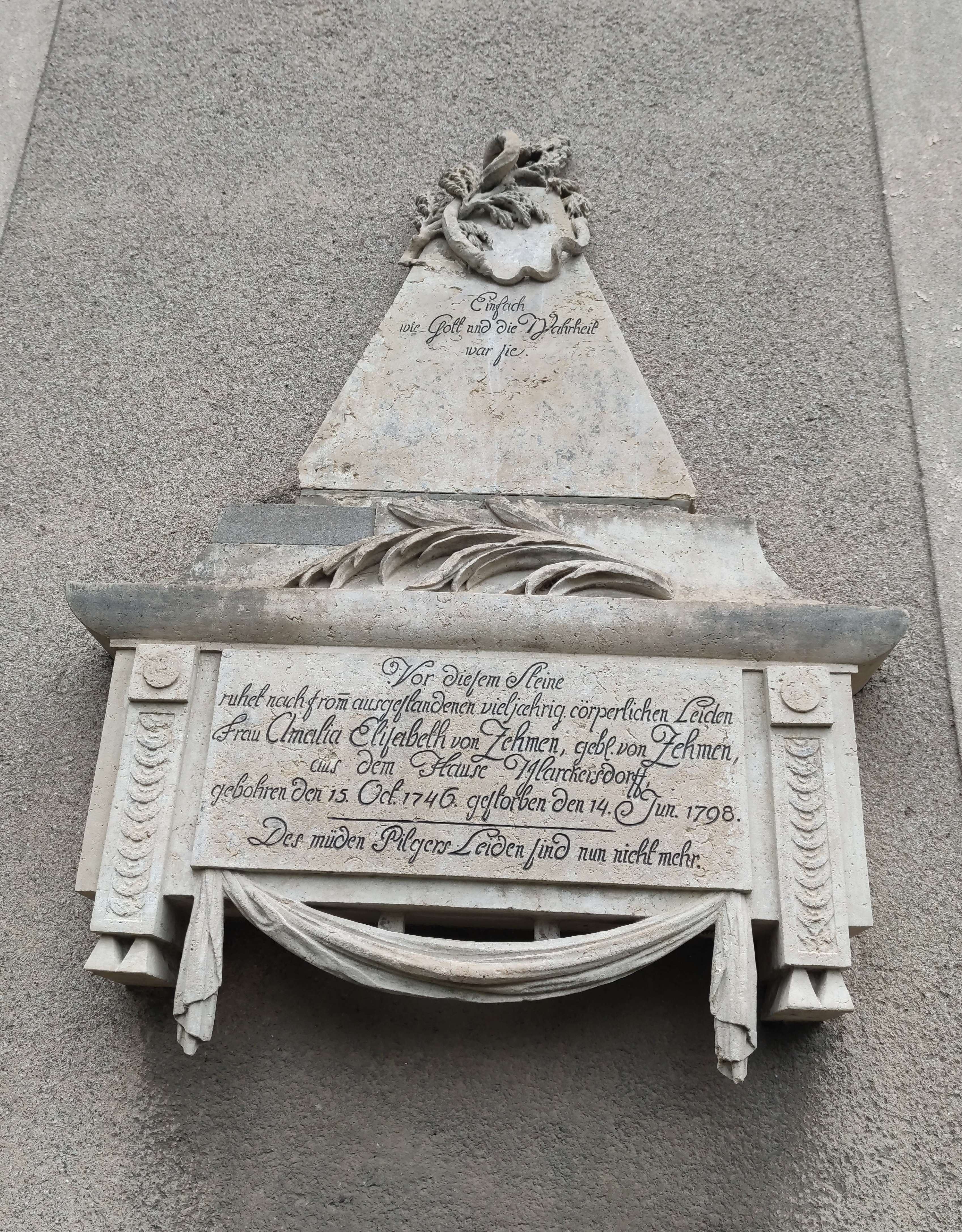
Gedenkstein für Amalia Elisabeth von Zehmen an der Fassade der Kirche in Schmölln-Putzkau ao. 2024

Heinrich Ludwig von Zehmen stammte aus dem meißnisch-sächsischen Geschlecht der von Zehmen mit dem gleichnamigen Stammhaus Zehmen bei Zwenkau, nördlich von Böhlen in Sachsen. Sein Vater war Hans Bastian III. von Zehmen (1691–1763), Königlich-Polnischer und Kurfürstlich-Sächsischer Hof-, Justiz- und Appellations-Rat. Verheiratet war Heinrich Ludwig mit seiner Cousine Amalie Elisabeth (Betty) von Zehmen (1746–1798), vermählt am 5. September 1771. Insgesamt hatte er 5 Kinder, Carl Heinrich Ferdinand, Moritz August Wilhelm, Georg Chn. Ludwig, Adolph Friedrich und Amalie Wilhelmine.